# Torneo de Dubái 2020
El Dubai Tennis Championships 2020 fue un evento profesional de tenis perteneciente al ATP en la categoría ATP Tour 500 y en la WTA a los WTA Premier. Se disputó del 17 al 22 de febrero para las mujeres y del 24 al 29 de febrero para los hombres, en Dubái, (Emiratos Árabes Unidos).

## Distribución de puntos
| Modalidad            | Campeón | Finalista | Semifinales | Cuartos de final | 2.ª ronda | 1.ª ronda | Clasificados | 2.ª ronda de clasificación | 1.ª ronda de clasificación |
| Individual masculino | 500     | 330       | 200         | 100              | 50        | 0         | 25           | 13                         | 0                          |
| Dobles masculino     | 500     | 300       | 180         | 90               | –         | –         | 45           | 25                         | 0                          |

| Modalidad           | Campeona | Finalista | Semifinales | Cuartos de final | 2ª ronda | 1ª ronda | Clasificadas | 3ª ronda de clasificación | 2ª ronda de clasificación | 1ª ronda de clasificación |
| Individual femenino | 470      | 305       | 185         | 100              | 55       | 1        | 25           | 18                        | 13                        | 1                         |
| Dobles femenino     | 470      | 305       | 185         | 100              | -        | 1        | -            | -                         | -                         | -                         |

## Cabezas de serie

### Individuales masculino
| Tenista            | Ranking | Preclasificado |
| Novak Djokovic     | 1       | 1              |
| Stefanos Tsitsipas | 6       | 2              |
| Gaël Monfils       | 9       | 3              |
| Fabio Fognini      | 11      | 4              |
| Roberto Bautista   | 12      | 5              |
| Andréi Rubliov     | 14      | 6              |
| Karen Jachanov     | 17      | 7              |
| Benoît Paire       | 20      | 8              |

- Ranking del 17 de febrero de 2020.[3]

### Dobles masculino
| Tenista                     | Ranking | Preclasificado |
| Rajeev Ram Joe Salisbury    | 11      | 1              |
| Ivan Dodig Filip Polášek    | 17      | 2              |
| Kevin Krawietz Andreas Mies | 25      | 3              |
| Raven Klaasen Oliver Marach | 36      | 4              |

### Individuales femenino
| Tenista           | Ranking | Preclasificada |
| Simona Halep      | 2       | 1              |
| Karolína Plíšková | 3       | 2              |
| Elina Svitolina   | 4       | 3              |
| Belinda Bencic    | 5       | 4              |
| Sofia Kenin       | 7       | 5              |
| Kiki Bertens      | 8       | 6              |
| Aryna Sabalenka   | 13      | 7              |
| Petra Martić      | 15      | 8              |
| Garbiñe Muguruza  | 16      | 9              |

- Ranking del 10 de febrero de 2020.[4]

### Dobles femenino
| Tenista                            | Ranking | Preclasificada |
| Su-Wei Hsieh Barbora Strýcová      | 3       | 1              |
| Hao-Ching Chan Latisha Chan        | 24      | 2              |
| Nicole Melichar Yifan Xu           | 27      | 3              |
| Gabriela Dabrowski Shuai Zhang     | 29      | 4              |
| Barbora Krejčíková Saisai Zheng    | 33      | 5              |
| Květa Peschke Demi Schuurs         | 35      | 6              |
| Yingying Duan Veronika Kudermétova | 42      | 7              |
| Shuko Aoyama Ena Shibahara         | 53      | 8              |

## Campeones

### Individual masculino
Novak Djokovic venció a  Stefanos Tsitsipas por 6-3, 6-4

### Individual femenino
Simona Halep venció a  Elena Rybakina por 3-6, 6-3, 7-6(7-5)

### Dobles masculino
John Peers /  Michael Venus vencieron a  Raven Klaasen /  Oliver Marach por 6-3, 6-2

### Dobles femenino
Su-Wei Hsieh /  Barbora Strýcová vencieron a  Barbora Krejčíková /  Saisai Zheng por 7-5, 3-6, [10-5]